# Selçuk Bayraktar
Selçuk Bayraktar (nacido el 7 de octubre de 1979) es un ingeniero y empresario turco. Es el presidente de la junta directiva y director de tecnología de la empresa de tecnología turca Baykar. También es conocido como el arquitecto del primer vehículo aéreo de combate no tripulado (UCAV) autóctono de Turquía, el Bayraktar TB2, y del primer avión de combate no tripulado, Bayraktar Kızılelma. Bayraktar también es el presidente fundador de la Turkish Technology Team Foundation.